# Międzynarodowy Fundusz Wyszehradzki

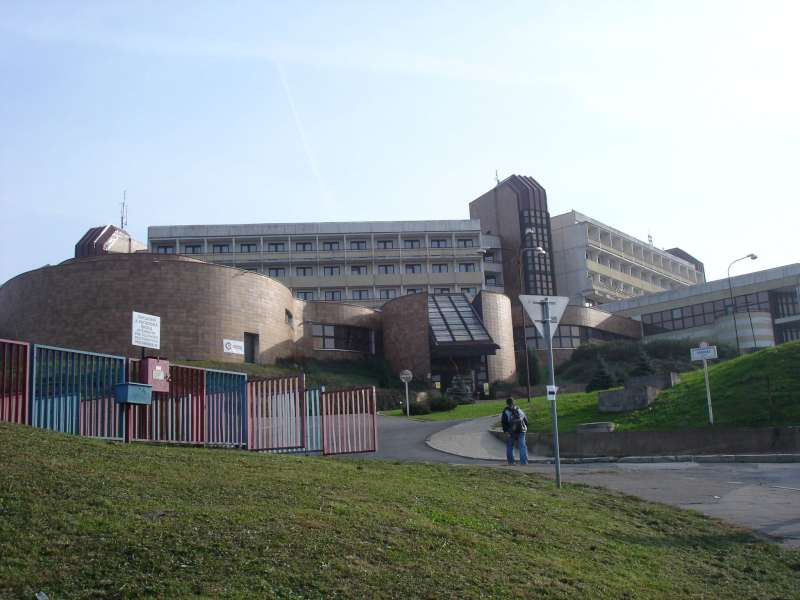
Siedziba Międzynarodowego Funduszu Wyszehradzkiego w Bratysławie

Międzynarodowy Fundusz Wyszehradzki (ang. International Visegrad Fund) – utworzony na mocy umowy zawartej 9 czerwca 2000 przez Grupę Wyszehradzką projekt mający na celu finansowe wspieranie międzynarodowych inicjatyw. Umowa zawarta została pomiędzy Republiką Czeską, Republiką Węgierską, Rzeczpospolitą Polską i Republiką Słowacką. Siedziba Funduszu znajduje się w Bratysławie. Oficjalny język Funduszu to język angielski.
Budżet Funduszu w 2005 roku wynosił 3 mln euro i systematycznie wzrastał do 7,531 mln euro (w 2012). Składa się on z równych składek państw członkowskich (w 2013 po 1,75 mln. €) i nadwyżki (w 2013 równej 531 tys. €). 

## Główne zadania i cele Funduszu
Celem Funduszu jest wsparcie współpracy pomiędzy państwami Grupy Wyszehradzkiej oraz innymi państwami w regionie, a także finansowanie organizacji pozarządowych. Fundusz koncentruje się na wspieraniu rozwoju w siedmiu głównych obszarach, którymi są:
- Kultura,
- Edukacja,
- Innowacja,
- Wartości demokratyczne,
- Polityki społeczne
- Środowisko i turystyka,
- Rozwój społeczny[2].

## Granty

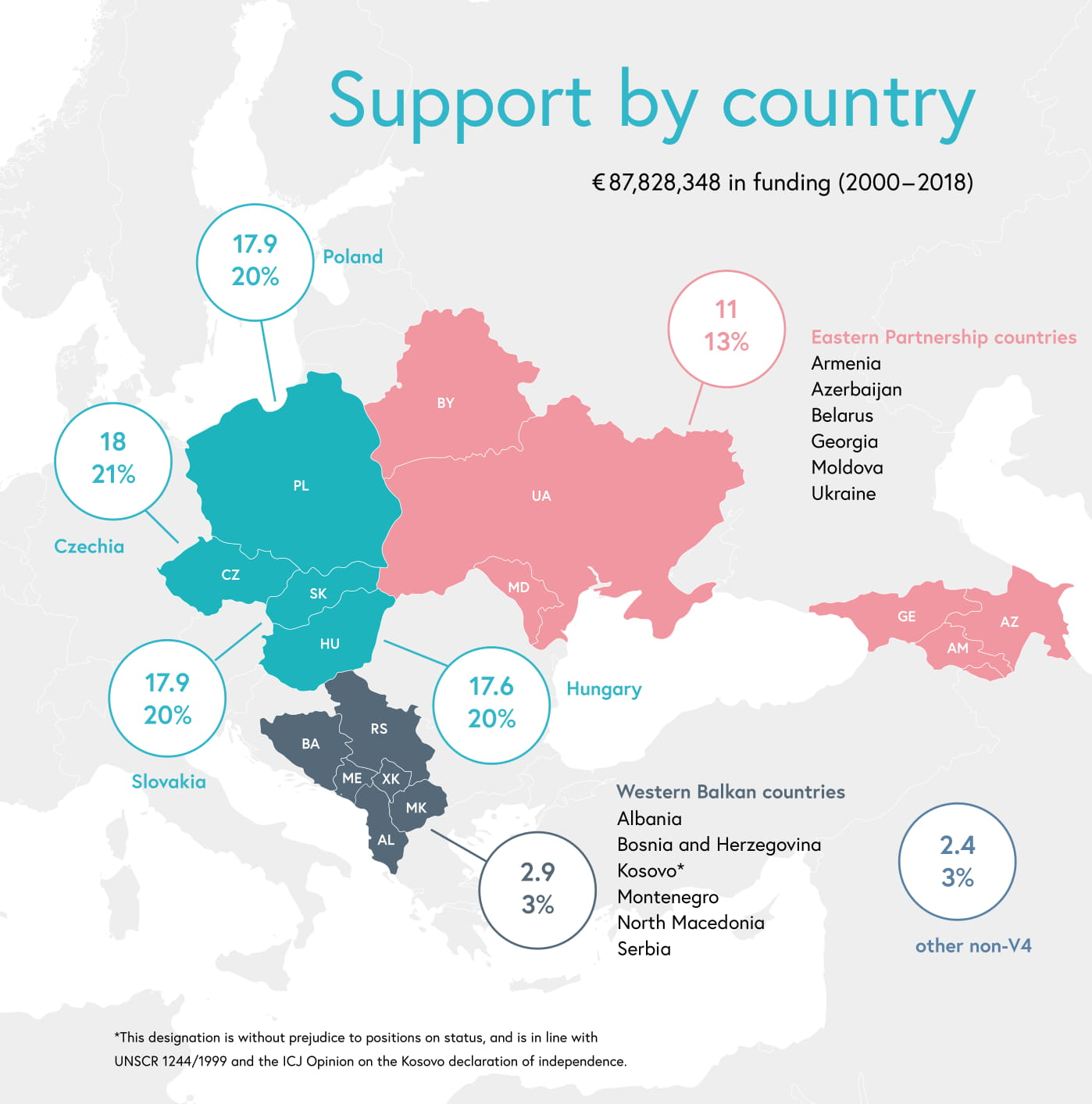
Wsparcie MFW w latach 2000–2018

Cztery razy do roku (1 marca, 1 czerwca, 1 września, 1 grudnia) rozpatrywana jest pomoc w postaci tzw. „małych” grantów, ich wysokość sięga 6000 euro. Zaś dwa razy w roku (15 marca i 15 września) Fundusz udziela dotacji w postaci „standardowych” grantów, wysokość ich zaczyna się od 6001 euro i z reguły nie przekracza 20 000–30 000 euro. Granty MFW skierowane są także do realizacji przez podmioty z państw Partnerstwa Wschodniego oraz Bałkanów Zachodnich, które mogą ubiegać się o wsparcie przy realizacji projektów skupiających się na transferze doświadczenia i know-how z państw Grupy Wyszehradzkiej w zakresie demokratyzacji i regionalnej integracji.
O wyborze wniosków decyduje Rada Ambasadorów, kieruje się ona, przyjmując następujące kryteria:
- projekt musi być powiązany z działaniami Grupy Wyszehradzkiej i być efektem współpracy partnerów Grupy;
- projekt musi mieć aspekt promocyjny i być skierowany do szerokiego kręgu odbiorców;
- projekt ma wspierać integrację państw Grupy Wyszehradzkiej z UE oraz wewnątrz Grupy;
- projekt powinien wspierać inicjatywy lokalne[potrzebny przypis].

Wraz ze wzrostem spełnianych przez projekt kryteriów, wzrastają jednocześnie szanse na otrzymanie środków w ramach Międzynarodowego Funduszu Wyszehradzkiego.
O dofinansowanie badań naukowych ze środków funduszu mogą starać się m.in. uniwersytety, uczelnie prywatne, ośrodki naukowe, osoby prywatne i przedsiębiorstwa oraz jednostki samorządowe.

## Struktura organizacji
Fundusz posiada osobowość prawną. Do jego organów należą:
- Konferencja Ministrów Spraw Zagranicznych i Rada Ambasadorów
- Dyrektor wykonawczy
- Sekretariat

## Dyrektorzy wykonawczy
- 2000–2003 – Urban Rusnák (Słowacja)
- 2003–2006 – Andrzej Jagodziński (Polska)
- 2006–2009 – Kristóf Forrai (Węgry)
- 2009–2012 – Petr Vágner (Czechy)
- 2012–2015 – Karla Wursterová (Słowacja)
- 2015–2018 – Beata Jaczewska (Polska)
- 2018–2021 – Andor F. Dávid (Węgry)
- 2020–2021 – Edit Szilágyiné Bátorfi (Węgry)[11]
- 2021–2024 – Petr Mareš (Czechy)[11]
- od 2024 – Linda Kapustová Helbichová (Słowacja)